# Flekkerøy
Flekkerøy è un'isola norvegese del comune di Kristiansand.

## Storia
Dal XV secolo Flekkerøy divenne un'importante base portuale nello Skagerrak. Nel giugno 1635 Cristiano IV di Danimarca fece edificare una fortezza a protezione del porto.

## Flekkeroy Tunnel
Dal 1989 un tunnel sottomarino lungo 2320 metri collega l'isola alla città di Kristiansand. Il tunnel raggiunge un profondità di 101 metri sotto il livello del mare e una pendenza massima del 10%. I lavori di costruzione, iniziati il 1º agosto 1988 sono durati un anno e il collegamento è stato inaugurato il 15 agosto 1989. La sezione del tunnel è poco meno di 50 metri e consente su entrambi i lati il passaggio di pedoni e ciclisti. Dal 1989 il pedaggio è stato abolito e l'utilizzo del tunnel è diventato gratuito.

## Sport
La locale squadra di calcio è il Flekkerøy Idrettslag.